# Pisateljska ustava
»Pisateljska ustava« je bil neformalen osnutek ustave slovenske države, ki je nastal v obdobju krhanja enotnosti SFR Jugoslavije kot izraz težnje slovenskega naroda po samoodločanju. Besedilo z naslovom »Gradivo za slovensko ustavo« je bilo objavljeno 15. aprila 1988 v Časopisu za kritiko znanosti in 25. aprila istega leta predstavljeno kot »Teze za Ustavo Republike Slovenije« na javni tribuni v ljubljanskem Cankarjevem domu. Na podlagi tega besedila je kaseje nastala aktualna Ustava Republike Slovenije, zato velja »Pisateljska ustava« za enega od temeljev slovenske državnosti in ključni dogodek v procesu osamosvajanja.
Povod za nastanek so bile spremembe in dopolnitve Ustave SFRJ leta 1987, ki so predvidevale popolno centralizacijo Jugoslavije. V odgovor je Društvo slovenskih pisateljev (DSP) dalo pobudo za novo slovensko ustavo in oblikovalo ustavno komisijo, ki je pripravila več prispevkov, kasneje pa se je povezala še s Slovenskim sociološkim društvom (SSD), ki je prav tako ustanovilo delovno skupino. Člani teh teles so bili:
| Ustavna komisija DSP                                                                   | Delovna skupina SSD                                                                              |
| -------------------------------------------------------------------------------------- | ------------------------------------------------------------------------------------------------ |
| - Tone Peršak - Milan Apih - Janez Menart - Tone Pavček - Dimitrij Rupel - Veno Taufer | - Peter Jambrek (vodja) - France Bučar - Tine Hribar - Mitja Kamušič - Veljko Rus - Ivan Svetlik |

Dokument je izražal željo po spremembi aktualnega političnega sistema, s poudarkom na pravici do samoodločbe, suverenosti in polnopravni državnosti. Nastal je sodoben – kratek in jasno ubeseden — ustavni osnutek, ki določa le temelje državne ureditve ter varuje temeljne pravice in svoboščine posameznikov, hkrati pa dopušča veliko svobode za družbeno organiziranje. Pri pisanju so se avtorji opirali na »Prispevke za slovenski nacionalni program« (57. številka Nove revije, 1986). Zaradi vloge književnikov pri nastanku se je besedila oprijelo ime »Pisateljska ustava«.
Kasneje je pobudo prevzela novoustanovljena koalicija DEMOS, ki je pripravila zelo podoben osnutek, tega pa je nato, po Demosovi zmagi na volitvah leta 1990, za osnovo vzela ustavna komisija slovenske skupščine, ki je avgusta 1990 pripravila t. i. »podvinsko ustavo«. To je koalicija nameravala sprejeti do konca leta, a se je postopek zavlekel zaradi nesoglasij glede ubeseditve »svetost življenja«, ki je ostala še iz preambule pisateljske ustave, tudi v povezavi z vprašanjem pravice do splava. Po dosegu konsenza glede teh vprašanj je slovenska skupščina 23. decembra 1991 sprejela Ustavo Republike Slovenije.